# Qatar ExxonMobil Open 2020
Qatar Open 2020 (även känt som Qatar ExxonMobil Open 2020 av sponsringsskäl) var den 28:e upplagan av Qatar Open, en tennisturnering för herrar som spelades utomhus på hard court. Turneringen var en del av ATP 250 Series i ATP-touren 2020. Den hölls på Khalifa International Tennis and Squash Complex i Doha, Qatar mellan den 6 och 11 januari 2020.

## Mästare

### Singel
- Andrey Rublev besegrade  Corentin Moutet, 6–2, 7–6(7–3)

### Dubbel
- Rohan Bopanna /  Wesley Koolhof besegrade  Luke Bambridge /  Santiago González, 3–6, 6–2, [10–6]